# Nidella stanleyana
Nidella stanleyana är en skalbaggsart som beskrevs av Antonio Vives 2005. Nidella stanleyana ingår i släktet Nidella och familjen långhorningar.
Artens utbredningsområde är Filippinerna. Inga underarter finns listade i Catalogue of Life.